# وكالة الاستخبارات في بونتلاند
وكالة استخبارات بونتلاند (بالصومالية: Hay’ada Sirdoonka Buntlaand)‏ بيسا PISA وكالة استخبارات مقرها في ولاية بونتلاند الصومالية، تم تأسيسها رسميًا في عام 2001 باسم جهاز استخبارات بونتلاند أثناء حكم الرئيس عبد الله يوسف أحمد، بمساعدة من الولايات المتحدة. وتعمل الوكالة في جميع أنحاء الصومال، ولكن بشكل أساسي في ولاية بونتلاند المتمتعة بالحكم الذاتي، حيث تعمل كجناح رئيسي للاستخبارات ومكافحة الإرهاب في قوات الأمن في بونتلاند . 
سُميت الوكالة باسم Puntland Intelligence Agency في عام 2010 بعد أن خضعت لإصلاحات واسعة النطاق، لتعمل الوكالة جنبًا إلى جنب مع الوكالات الحكومية الأخرى في جميع أنحاء الصومال، في عهد الرئيس الأسبق عبد الرحمن فرولي.  المدير الحالي للوكالة هو جمال عرب يوسف.

## التاريخ المعاصر
تأسس جهاز PIS (جهاز استخبارات بونتلاند) في عام 2001، بمساعدة من وكالة المخابرات المركزية لمكافحة الحركات الإسلامية، وتشمل مسؤولياتها المراقبة والتحقيق والقبض على الإرهابيين المشتبه بهم، ومراقبة الموانئ والمطارات؛ وحماية الأجانب. 
قادت وكالة الاستخبارات في بونتلاند عملية جلجلة ضد حركة الشباب المرتبطة بالقاعدة. حيث أعلن محمد سعيد أتم قائد فصيل تابع لحركة الشباب في 26 فبراير 2012 ولائه للقاعدة. وتخضع قوات وكالة الاستخبارات للتدريبات بدعم من وكالات مكافحة الإرهاب الأمريكية عبر فروعها في جيبوتي وهي حاليًا أقوى جناح مسلح لجهاز الأمن في بونتلاند.